# Stay (bài hát của Zedd và Alessia Cara)
"Stay" là một bài hát của nhà sản xuất nhạc điện tử người Nga-Đức Zedd và ca sĩ người Canada Alessia Cara. Đĩa đơn được phát hành vào ngày 23 tháng 2 năm 2017.

## Danh sách bài hát
| Tải kỹ thuật số | Tải kỹ thuật số | Tải kỹ thuật số |
| STT             | Nhan đề         | Thời lượng      |
| --------------- | --------------- | --------------- |
| 1.              | "Stay"          | 3:30            |

## Xếp hạng
| Bảng xếp hạng (2017)                            | Vị trí cao nhất |
| ----------------------------------------------- | --------------- |
| Úc (ARIA)                                       | 3               |
| Úc Dance (ARIA)                                 | 1               |
| Áo (Ö3 Austria Top 40)                          | 6               |
| Bỉ (Ultratop 50 Flanders)                       | 21              |
| Bỉ (Ultratop 50 Wallonia)                       | 35              |
| Canada (Canadian Hot 100)                       | 9               |
| Cộng hòa Séc (Rádio Top 100)                    | 59              |
| Cộng hòa Séc (Singles Digitál Top 100)          | 7               |
| Đan Mạch (Tracklisten)                          | 12              |
| Phần Lan (Suomen virallinen lista)              | 20              |
| Pháp (SNEP)                                     | 123             |
| Trường songid là BẮT BUỘC CHO BẢNG XẾP HẠNG ĐỨC | 14              |
| Ireland (IRMA)                                  | 8               |
| Ý (FIMI)                                        | 25              |
| Nhật Bản (Japan Hot 100)                        | 35              |
| Latvia (Latvijas Top 40)                        | 9               |
| Hà Lan (Dutch Top 40)                           | 8               |
| Hà Lan (Single Top 100)                         | 11              |
| New Zealand (Recorded Music NZ)                 | 9               |
| Na Uy (VG-lista)                                | 17              |
| Bồ Đào Nha (AFP)                                | 12              |
| Scotland (OCC)                                  | 7               |
| Slovakia (Rádio Top 100)                        | 71              |
| Slovakia (Singles Digitál Top 100)              | 10              |
| Tây Ban Nha (PROMUSICAE)                        | 40              |
| Thụy Điển (Sverigetopplistan)                   | 9               |
| Thụy Sĩ (Schweizer Hitparade)                   | 16              |
| Anh Quốc (OCC)                                  | 8               |
| Anh Quốc Dance (OCC)                            | 3               |
| Hoa Kỳ Billboard Hot 100                        | 7               |
| Hoa Kỳ Adult Pop Airplay (Billboard)            | 27              |
| Hoa Kỳ Dance Club Songs (Billboard)             | 32              |
| Hoa Kỳ Hot Dance/Electronic Songs (Billboard)   | 1               |
| Hoa Kỳ Pop Airplay (Billboard)                  | 7               |

## Chứng nhận
| Quốc gia | Chứng nhận | Số đơn vị/doanh số chứng nhận |
| --- | ---------- | ----------------------------- |
| Úc (ARIA) | Vàng       | 35.000‡                       |
| Ý (FIMI) | Vàng       | 25.000‡                       |
| New Zealand (RMNZ) | Vàng       | 15.000‡                       |
| Anh Quốc (BPI) | Bạc        | 200.000‡                      |
| * Chứng nhận dựa theo doanh số tiêu thụ. ^ Chứng nhận dựa theo doanh số nhập hàng. ‡ Chứng nhận dựa theo doanh số tiêu thụ và phát trực tuyến. |            |                               |

## Lịch sử phát hành và radio
| Khu vực | Ngày                | Định dạng              | Nhãn đĩa           |
| ------- | ------------------- | ---------------------- | ------------------ |
| Hoa Kỳ  | 23 tháng 2 năm 2017 | Tải kỹ thuật số        | Interscope         |
| Ý       | 24 tháng 2 năm 2017 | Contemporary hit radio | Universal          |
| Hoa Kỳ  | 7 tháng 3 năm 2017  | Contemporary hit radio | Def Jam Interscope |
| Hoa Kỳ  | 4 tháng 4 năm 2017  | Rhythmic radio         | Def Jam Interscope |

## Phiên bản Remix
Vào ngày 2 tháng 6 năm 2017, Zedd đã phát hành một album remix của Stay. Album bao gồm sáu bản remix của 
Petit Bistcuit, Kemist, Jonas Blue, Lophiile, Yasutaka Nakata và Tritonal. 
| Tải kĩ thuật số – Stay (Remixes) | Tải kĩ thuật số – Stay (Remixes) | Tải kĩ thuật số – Stay (Remixes) |
| STT                              | Nhan đề                          | Thời lượng                       |
| -------------------------------- | -------------------------------- | -------------------------------- |
| 1.                               | "Stay" (Petit Bistcuit Remix)    | 4:01                             |
| 2.                               | "Stay" (The Kemist Remix)        | 3:36                             |
| 3.                               | "Stay" (Jonas Blue Remix)        | 4:26                             |
| 4.                               | "Stay" (Lophiile Remix)          | 3:23                             |
| 5.                               | "Stay" (Yasutaka Nakata Remix)   | 4:30                             |
| 6.                               | "Stay" (Tritonal Remix)          | 3:48                             |